# 黄翊祖
黄 翊祖（こう いそ、1987年4月10日 - ）は、日本棋院東京本院所属の囲碁棋士、九段。台湾台北市出身。鄭銘瑝九段門下。
18歳6か月で名人戦リーグ入りした（当時の新記録・現在史上3位の年少記録）。第2回SGW杯中庸戦優勝、第31期新人王戦準優勝。

## 経歴
6歳で父・姉とともに囲碁教室へ通うようになり、囲碁を覚える。11歳で台湾の全国大会に優勝、同年に台湾の囲碁教室の教師の伝で鄭銘瑝を紹介され、棋士を目指し来日した。兄弟弟子である潘善琪、潘坤鈺兄妹と同居しながら院生となり、2002年、14歳で入段。井山裕太と同期。同年二段。2003年三段。その後大学留学した姉と同居していた。
2005年、賞金ランキングにより四段昇段。第31期名人戦予選で秋山次郎八段・片岡聡九段に、最終予選で趙善津九段・羽根直樹棋聖・河野臨七段に勝利し初の名人リーグ入り。18歳6ヶ月でのリーグ入りは依田紀基の18歳8ヶ月を抜く当時史上最年少記録であり、また四段から七段への飛び昇段を果たした。同年中野杯U20選手権準優勝。
2006年、LG杯世界棋王戦予選で孔傑らに勝って本戦出場、1回戦で周俊勲に敗れる。第31期新人王戦準優勝。第31期名人戦リーグでは今村俊也九段・坂井秀至七段に勝利するも2勝6敗で陥落。第32期名人戦最終予選では井山裕太七段・片岡聡九段・羽根直樹九段に勝利し再びリーグ入り。
2007年、第32期名人戦リーグでは小林覚九段・依田紀基九段・彦坂直人九段・三村智保九段に勝利し、残留決定戦で三村智保に勝利し初の残留に成功。
2008年、精鋭リーグ戦優勝。王座戦本戦入り。第34期天元戦で山下敬吾棋聖王座・羽根直樹本因坊に勝利し挑戦者決定戦進出。第33期名人戦リーグでは高尾紳路十段・小林覚九段・依田紀基九段・陳嘉鋭九段に勝利するも陥落。前期シード者が負け越さずに陥落するのは名人戦史上初。
2009年、第47期十段戦挑戦者決定戦進出。
2011年、勝星規定により八段昇段。第67期本因坊戦リーグ入り。
2012年、第50期十段戦で高尾紳路九段らに勝利し挑戦者決定戦進出。第67期本因坊リーグ1勝6敗で陥落。賞金ランキングで初のトップ10入り。
2013年、第39期名人戦で7期ぶりにリーグ入り。
2014年、第39期名人リーグ2勝6敗で陥落。第40期名人戦でリーグ入り。NHK杯囲碁トーナメントベスト8。『井山、黄の定石研究』を出版。これは『週刊碁』で2007年から2008年にかけて連載した「イソと井山の最新定石ファイル」を再編集したもの。井山18歳、黄20歳の時に共に研究していた。
2015年からの棋聖戦リーグではBリーグに所属。第40期名人戦リーグ5勝3敗で残留。
2016年、第72期本因坊戦で4期ぶりのリーグ入り。自身初の名人・本因坊リーグ同時在籍。第41期名人戦リーグ4勝4敗で残留。
2017年、第42期棋聖戦Bリーグで2位になりAリーグ昇格。第72期本因坊リーグ4勝3敗で残留。第42期名人戦リーグ3勝5敗で残留。
2018年、第73期本因坊リーグで4勝2敗でトップに並ぶも最終局で山下敬吾九段に敗退しリーグ2位となった。第43期名人戦リーグ2勝6敗で陥落。
2019年11月、この年より公式棋戦となった第2回SGW杯中庸戦で優勝、自身初タイトルを獲得した。また、勝数規定により九段昇段。
第46期棋聖戦Cリーグでは3勝2敗で残留。

## 棋歴

### 獲得タイトル
- SGW杯中庸戦（第2回）

### 良績
- 中野杯U20選手権：2005年準優勝、2007年準優勝
- 新人王戦：2006年準優勝

### 受賞歴
- 棋道賞新人賞（2007年）

### 昇段履歴
- 2002年 入段、同年二段
- 2003年 三段
- 2005年 四段、同年七段
- 2011年 八段
- 2019年 九段

## 年表
| - タイトル戦の欄の氏名は対戦相手。うち、色付きのマス目は獲得（奪取または防衛）。青色挑戦者または失冠。黄色はリーグ入り。 - 棋道賞は、最 : 最優秀棋士賞、 優 : 優秀棋士賞、 特別 : 特別賞、 率 : 勝率一位賞、 勝 : 最多勝利賞、 対 : 最多対局賞、 連 : 連勝賞、 国際 : 国際賞、 新人 : 新人賞、 哉 : 秀哉賞 - 賞金&対局料は、年度区切りではなく1月 - 12月の集計。単位は万円。 |

|              | 棋聖           | 本因坊        | 名人         | 棋戦 | 棋道賞 | 賞金対局料  | 備考 |
| ------------ | -------------- | ------------- | ------------ | ---- | ------ | ----------- | ---- |
| 棋聖戦 1-3月 | 本因坊戦 5-7月 | 名人戦 9-11月 |              |      |        |             |      |
| 2002         |                |               |              |      |        |             |      |
| 2003         |                |               |              |      |        |             |      |
| 2004         |                |               |              |      |        |             |      |
| 2005         |                |               | 初リーグ入り |      |        |             |      |
| 2006         |                |               | 陥落         |      |        | 1194 (13位) |      |
| 2007         |                |               | 6位          |      | 新人   | 1270 (13位) |      |
| 2008         |                |               | 陥落         |      |        | 1427 (11位) |      |
| 2009         |                |               |              |      |        |             |      |
| 2010         |                |               |              |      |        |             |      |
| 2011         |                | 初リーグ入り  |              |      |        |             |      |
| 2012         |                | 陥落          |              |      |        | 953 (10位)  |      |
| 2013         |                | 陥落          |              |      |        |             |      |
| 2014         |                |               | 陥落         |      |        |             |      |
| 2015         |                |               | 5位          |      |        |             |      |
| 2016         |                |               | 6位          |      |        |             |      |
| 2017         |                | 4位           | 6位          |      |        |             |      |
| 2018         |                | 2位           | 陥落         |      |        |             |      |